# علی‌آباد (خرانق)
 علی‌آباد (اردکان)، روستایی از توابع بخش خرانق شهرستان اردکان در استان یزد ایران است.

## جمعیت
این روستا در دهستان رباطات قرار دارد و براساس سرشماری مرکز آمار ایران در سال ۱۳۸۵، جمعیت آن ۱۰ نفر (۵خانوار) بوده‌است.